# Movimento d'indipendenza indiano
Il termine movimento d'indipendenza indiano comprende un ampio spettro di organizzazioni politiche, filosofie e movimenti che avevano l'obiettivo comune di porre fine in primo luogo alla Compagnia Inglese delle Indie Orientali e quindi al Raj Britannico autorità presenti in alcune parti dell'Asia del Sud. Il termine incorpora diverse campagne nazionali e regionali, agitazioni e gli sforzi di gruppi non violenti e di militanti per l'indipendenza dell'India.

## Storia
Il primo movimento organizzato nacque in Bengala, ma successivamente entrò nella scena politica sotto forma di un movimento di massa che andò a costituire il Congresso Nazionale Indiano (INC), con importanti leader moderati che cercarono solo i loro diritti di base a favore dei cittadini più umili e indifesi e alla classe dei contadini. L'inizio del 1900 vide un approccio più radicale verso l'indipendenza politica proposta da leader come Lal Bal Pal e Sri Aurobindo. Nel primo decennio del XX secolo si fece luce anche il Movimento rivoluzionario per l'indipendenza indiana guidato da Bagha Jatin che sfociò nel fallito patto indo-germanico durante la prima guerra mondiale.
Le ultime fasi della lotta per la libertà avvennero negli anni 1920 che videro il Congresso, guidato da Mohandas Karamchand Gandhi, che riuscì a creare un'alleanza tra indù e musulmani (grazie ad un accordo con il Movimento Khalifat, in funzione di difesa dell'Impero ottomano) e quindi ad adottare con successo politiche di non violenza e numerose campagne di resistenza civile. Personalità come Subhas Chandra Bose, arrivarono in seguito ad adottare un approccio militare al movimento e altre come Swami Saraswati Sahajanand che, insieme alle libertà politiche, chiedevano libertà economiche per i contadini e per tutte le masse lavoratrici del paese. La seconda guerra mondiale vide il picco dei movimenti, come il Movimento per la liberazione dell'India guidato da Gandhi, l'Indian National Army (INA) guidato da Subhas Chandra Bose e il Movimento Khaksar di Allama Mashriqi.
Questi movimenti portarono alla formazione dei Domini di India e Pakistan, entrambi proclamati nel 1947. L'India rimase dominio della Corona fino al 26 gennaio 1950, quando adottò la sua Costituzione e si proclamò Repubblica e il Pakistan si proclamò Repubblica nel 1956. Nel 1971 scoppiò la guerra civile pachistana che successivamente portò alla guerra indo-pakistana del 1971 che vide la frammentazione del Pakistan orientale nella nazione del Bangladesh.
Il movimento d'indipendenza indiano era un movimento di massa che comprendeva varie sezioni della società del tempo, subendo inoltre un processo di costante evoluzione ideologica.
Anche se l'ideologia di base del movimento era anti-coloniale, fu sostenuto da una visione di sviluppo economico capitalista indipendente accoppiato con una visione politica laica, democratica e repubblicana. Dopo gli anni 1930, il movimento prese una direzione verso il socialismo, dovuto all'aumento della influenza dell'ala sinistra del movimento e alla crescita del Partito Comunista d'India.